# Еліза, життя моє
«Еліза, життя моє» (ісп. Elisa, vida mía) — іспанський драматичний фільм 1977 року, створений режисером Карлосом Саурою за власним оригінальним сценарієм. У головних ролях — Джеральдіна Чаплін і Фернандо Рей. Фільм-учасник основної конкурсної програми 30-го Каннського кінофестивалю.

## Сюжет
Фільм розпочинається монологом, написаним від імені Елізи Сантамарії, головної героїні, який зачитує чоловічий голос, що належить її батькові Луїсу. Цей монолог є уривком з роману, який пише Луїс.
Еліза, яка саме переживає кризу шлюбу, разом з сестрою Ісабель, її чоловіком Хуліаном та їхніми дітьми навідує свого немолодого батька. Він живе сам-один у сільській місцевості, викладає в місцевій церковній школі та займається літературною творчістю. Еліза не спілкувалася з батьком багато років і приїхала зі столиці, отримавши звістку про його хворобу. Ісабель зі своєю родиною від'їжджає того ж вечора, а Еліза вирішує залишитися на кілька днів у Луїса. Вона зближується з батьком і, спілкуючись з ним, згадує своє дитинство. Флешбеки показують різноманітні епізоди, пов'язані зі спогадами Елізи і її батька, з фантазіями Елізи та твором, який пише Луїс. Теперішнє і минуле, правда і вигадка поступово зливаються. Еліза розповідає Луїсу, що її чоловік Антоніо зраджував їй з її найкращою подругою Софією. Коли Антоніо несподівано з'являється в будинку, Еліза повідомляє йому про своє рішення припинити стосунки та розлучитися. Тим часом батькові стає гірше, але він відмовляється від госпіталізації. Еліза підміняє його на заняттях у школі, де діти готують виставу за п'єсою Кальдерона де ла Барки.
Незабаром Луїс помирає. Еліза залишається в його домі і продовжує роботу над його незавершеним твором. У фіналі ми чуємо, що вона вводить до тексту роману той самий монолог, який зачитував на початку голос Луїса.

## У ролях
| Актор              | Роль                          |
| ------------------ | ----------------------------- |
| Джеральдіна Чаплін | Еліза Сантамарія / мати Елізи |
| Фернандо Рей       | Луїс                          |
| Норман Бріскі      | Антоніо                       |
| Ісабель Местрес    | Ісабель                       |
| Хоакін Інохоса     | Хуліан                        |
| Ана Торрент        | Еліза в дитинстві             |

## Нагороди та номінації
Каннський кінофестиваль (1977)
- Найкращий актор (Фернандо Рей).
- Номінація на Золоту пальмову гілку (Карлос Саура).

CEC Awards (1978)
- Найкращий режисер (Карлос Саура).